# Falkenbergs Fotbollförening
Il Falkenbergs Fotbollförening, meglio noto come Falkenbergs FF o semplicemente Falkenberg, è una società calcistica svedese con sede nella città di Falkenberg. Nel 2025 torna a militare in Superettan, la seconda divisione del campionato svedese.

## Storia
Il club venne fondato il 3 gennaio 1928, mentre la creazione della sezione femminile risale al 1955.
Durante i primi decenni della sua storia, la squadra maschile militò prevalentemente nel campionato di Division 3.
Nella prima metà degli anni '70 (1973 e 1974), il Falkenberg giocava in Division 6, prima di risalire la china. Nel 1986 e 1987 arrivarono due promozioni consecutive, che portarono la squadra dalla Division 3 alla Division 1, in quello che fu l'esordio in quella che all'epoca era la seconda serie nazionale.
Dopo 12 giornate del campionato 1998, il Falkenberg guidava la classifica, occupando temporaneamente il primo posto che lo avrebbe promosso in Allsvenskan, ma un calo nella restante parte di torneo lo fece chiudere in settima posizione.
La prima storica promozione nella massima serie arrivò al termine del campionato di Superettan 2013, vinto proprio dalla squadra gialla guidata da Hans Eklund. Dopo quella stagione lo stesso Eklund passò al Kalmar, così il Falkenberg debuttò in Allsvenskan facendo sedere in panchina l'ex colonna della Nazionale svedese Henrik Larsson, il quale riuscì a centrare la salvezza. Una seconda salvezza arrivò anche l'anno successivo, ma solo dopo gli spareggi contro il Sirius terzo in Superettan. La parentesi triennale in Allsvenskan si interruppe al termine del campionato 2016, chiuso all'ultimo posto con soli 10 punti all'attivo e un distacco di 17 punti dalla penultima in classifica.
A partire dalla stagione 2017 abbandonò il vecchio stadio Falkenbergs IP per iniziare a giocare presso la nuova Falcon Alkoholfri Arena.
Il club chiuse la Superettan 2018 al 2º posto con 59 punti, tornando, così, a disputare l'Allsvenskan. Il ritorno nella massima serie, nel 2019, si concluse con una salvezza ottenuta grazie al gol di Nsima Peter al 92' minuto dell'ultima giornata. L'Allsvenskan 2020 vide invece il Falkenberg classificarsi all'ultimo posto, con conseguente retrocessione in Superettan, ma, al termine della Superettan 2021, la seconda retrocessione nel giro di due anni portò la squadra a scendere in terza serie. La seconda serie nazionale venne riconquistata al termine del campionato di Ettan 2024, concluso al primo posto.

## Organico

### Rosa 2020
Aggiornata al 26 agosto 2020.
| N. |                      | Ruolo | Calciatore                      |
| -- | -------------------- | ----- | ------------------------------- |
| 1  | Svezia (bandiera)    | P     | Johan Brattberg                 |
| 2  | Svezia (bandiera)    | D     | Gabriel Johansson               |
| 3  | Ghana (bandiera)     | A     | Kwame Kizito                    |
| 4  | Svezia (bandiera)    | D     | Carl Johansson                  |
| 6  | Svezia (bandiera)    | C     | Anton Wede                      |
| 8  | Svezia (bandiera)    | D     | Tobias Karlsson (vice capitano) |
| 9  | Nigeria (bandiera)   | A     | Nsima Peter                     |
| 10 | Svezia (bandiera)    | C     | Kalle Söderström                |
| 11 | Nigeria (bandiera)   | A     | John Chibuike                   |
| 12 | Svezia (bandiera)    | C     | Christoffer Carlsson            |
| 13 | Danimarca (bandiera) | C     | Marcus Mathisen                 |

| N. |                        | Ruolo | Calciatore            |
| -- | ---------------------- | ----- | --------------------- |
| 16 | Svezia (bandiera)      | P     | Tim Erlandsson        |
| 17 | Svezia (bandiera)      | A     | Edi Sylisufaj         |
| 18 | Svezia (bandiera)      | D     | Jacob Ericsson        |
| 20 | Paesi Bassi (bandiera) | D     | Sander van Looy       |
| 21 | Svezia (bandiera)      | D     | Mahmut Özen           |
| 22 | Svezia (bandiera)      | C     | John Björkengren      |
| 23 | Svezia (bandiera)      | C     | Lorik Ademi           |
| 25 | Svezia (bandiera)      | D     | Tobias Englund        |
| 28 | Svezia (bandiera)      | C     | Melker Nilsson        |
| 29 | Svezia (bandiera)      | A     | Gustaf Nilsson        |
| 33 | Svezia (bandiera)      | D     | Tibor Joza (capitano) |

## Palmarès

### Competizioni nazionali
- Superettan: 1

2013
- Ettan: 1

2024
- Division 2: 3

1987, 1994, 2002

### Altri piazzamenti
- Superettan:

Secondo posto: 2018